# Lucinda Ruh
Lucinda Martha Ruh (Zurigo, 13 luglio 1979) è una pattinatrice artistica su ghiaccio svizzera, campionessa nazionale nel singolo donne, divenuta celebre per le sue straordinarie doti di flessibilità e rotazione. Detiene il record mondiale di rotazioni consecutive su un piede solo.
Nata in Svizzera, Lucinda Ruh è cresciuta in Giappone, dove la sua famiglia si trasferì quando aveva quattro anni. Si fece notare a livello giovanile perché all'epoca era l'unica pattinatrice in Giappone che riusciva ad eseguire la trottola Biellmann, intitolata alla sua connazionale Denise Biellmann, una figura in cui l'atleta ruota su un solo piede mentre tiene con entrambe le mani l'altro piede dietro e sopra la testa.
Nonostante l'abilità nelle trottole, Lucinda Ruh non riuscì ad emergere nelle competizioni internazionali. Vinse il campionato nazionale svizzero juniores nel 1993, e il titolo nazionale assoluto nel 1996. In cinque partecipazioni ai campionati mondiali di pattinaggio di figura il suo miglior risultato fu il quindicesimo posto a Helsinki nel 1999. Partecipò un'unica volta ai campionati europei, nel 1996, arrivando ventitreesima. Non ha mai preso parte ai Giochi olimpici invernali.
Nel 2000 Lucinda Ruh passò al professionismo, esibendosi in Europa, Giappone e Nord America in spettacoli come Stars on Ice e Champions on Ice. È diventata una celebrità grazie alla sua capacità di rotazione fuori dal comune, guadagnandosi il soprannome di "Queen of Spin", la regina delle trottole. Il 3 aprile 2003 presso il Chelsea Piers Sky Rink di New York stabilì il record mondiale di rotazioni consecutive su un piede solo con 115 giri.

## Risultati
GP: Champions Series / Grand Prix
| Internazionali         | Internazionali | Internazionali | Internazionali | Internazionali | Internazionali | Internazionali | Internazionali | Internazionali |
| Evento                 | 1992–93        | 1993–94        | 1994–95        | 1995–96        | 1996–97        | 1997–98        | 1998–99        | 1999–00        |
| ---------------------- | -------------- | -------------- | -------------- | -------------- | -------------- | -------------- | -------------- | -------------- |
| Campionati mondiali    |                |                | 18°            | 19°            | 15°            | 23°            | 13°            |                |
| Campionati europei     |                |                |                | 23°            |                |                |                |                |
| GP Cup of Russia       |                |                |                |                |                |                |                | 6°             |
| GP Skate Canada        |                |                |                | 6°             | 3°             |                |                |                |
| Finlandia Trophy       |                |                |                |                |                | 8°             |                |                |
| Nebelhorn Trophy       |                |                | 7°             |                |                |                |                |                |
| Schäfer Memorial       |                |                |                |                | 11°            |                |                |                |
| Skate Israel           |                |                |                |                |                |                | 10°            |                |
| Internazionali: Junior |                |                |                |                |                |                |                |                |
| Campionati mondiali    |                |                | 6°             | 9°             | 7°             |                |                |                |
| Blue Swords            |                | 12° J          |                |                |                |                |                |                |
| Triglav Trophy         | 3° J           |                |                |                |                |                |                |                |
| Nazionali              |                |                |                |                |                |                |                |                |
| Campionati svizzeri    | 1° J           | 4°             | 3°             | 1°             | 2°             | 2°             | 3°             |                |
| J: Categoria junior    |                |                |                |                |                |                |                |                |